# Ford Pampa
 (octobre 2021).
La mise en forme du texte ne suit pas les recommandations de Wikipédia : il faut le « wikifier ».
Les points d'amélioration suivants sont les cas les plus fréquents :
- Les titres sont pré-formatés par le logiciel. Ils ne sont ni en capitales, ni en gras.
- Le texte ne doit pas être écrit en capitales (les noms de famille non plus), ni en gras, ni en italique, ni en « petit »…
- Le gras n'est utilisé que pour surligner le titre de l'article dans l'introduction, une seule fois.
- L'italique est rarement utilisé : mots en langue étrangère, titres d'œuvres, noms de bateaux, etc.
- Les citations ne sont pas en italique mais en corps de texte normal. Elles sont entourées par des guillemets français : « et ».
- Les listes à puces sont à éviter, des paragraphes rédigés étant largement préférés. Les tableaux sont à réserver à la présentation de données structurées (résultats, etc.).
- Les appels de note de bas de page (petits chiffres en exposant, introduits par l'outil «  Source ») sont à placer entre la fin de phrase et le point final[comme ça].
- Les liens internes (vers d'autres articles de Wikipédia) sont à choisir avec parcimonie. Créez des liens vers des articles approfondissant le sujet. Les termes génériques sans rapport avec le sujet sont à éviter, ainsi que les répétitions de liens vers un même terme.
- Les liens externes sont à placer uniquement dans une section « Liens externes », à la fin de l'article. Ces liens sont à choisir avec parcimonie suivant les règles définies. Si un lien sert de source à l'article, son insertion dans le texte est à faire par les notes de bas de page.
- La présentation des références doit suivre les conventions bibliographiques. Il est recommandé d'utiliser les modèles {{Ouvrage}}, {{Chapitre}}, {{Article}}, {{Lien web}} et/ou {{Bibliographie}}. Le mode d'édition visuel peut mettre en forme automatiquement les références.
- Insérer une infobox (cadre d'informations à droite) n'est pas obligatoire pour parachever la mise en page.

Pour une aide détaillée, merci de consulter Aide:Wikification.
Si vous pensez que ces points ont été résolus, vous pouvez retirer ce bandeau et améliorer la mise en forme d'un autre article.

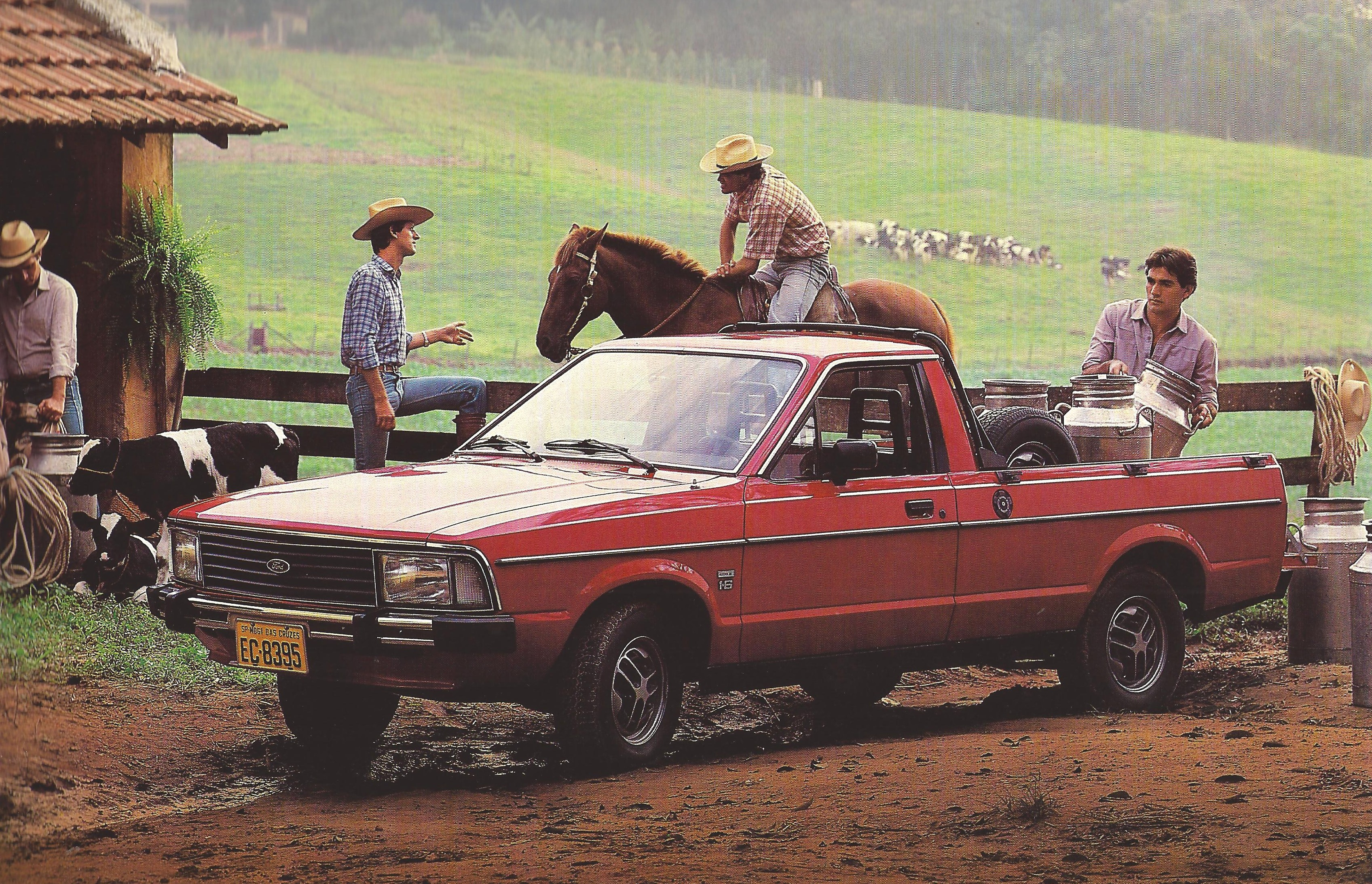
Une page de la brochure brésilienne de ce petit pick-up Ford, basé sur la plateforme Renault 12. À la fin des années 60, Ford a racheté Willys Motors au Brésil, constructeur de voitures Renault. Willys était sur la bonne voie pour introduire la R12, alors Ford les a restylées pour ressembler à des Ford et a lancé toute une gamme de véhicules.

Le Ford Pampa est un coupé utilitaire fabriqué par Ford Brésil entre 1982 et 1997. Il est dérivé de la Ford Corcel et de la Ford Del Rey et a été le coupé utilitaire le plus vendu au Brésil pendant plusieurs années.
Le Ford Pampa a été remplacé par le Ford Courier, basé sur la Ford Fiesta, sur le marché des petits pick-up d'Amérique du Sud.

## Le lancement
En 1982, Ford Brésil a lancé le pick-up basé sur la Ford Corcel II. C'était le deuxième véhicule de ce type dans le segment, après le Fiat Fiorino (appelé City à l'époque), pick-up dérivé de la Fiat 147. Le nom Pampa fait allusion à un cheval qui a le corps tout battu. Le Pampa avait le confort d'une voiture dans l'habitacle, mais la robustesse d'un véhicule utilitaire avec une capacité de charge supérieure à celle de son petit concurrent. Il avait l'avant d'une Corcel II et une benne de chargement inspiré du pick-up F-100 de l'époque, beaucoup plus grand et de style américain. La différence entre le pick-up de Fiat et celui de Ford est que le premier utilisait la même suspension arrière indépendante que la Fiat 147, tandis que le Ford avait un essieu arrière rigide et adoptait des ressorts semi-elliptiques à la place des ressorts hélicoïdaux, plus adaptés au transport de charges lourdes. En raison de son succès, d'autres marques ont rapidement emboîté le pas en lançant leurs propres dérivés, Volkswagen avec le Saveiro (apparaissant la même année, il était dérivé de la Volkswagen Gol à hayon) et Chevrolet avec le Chevy 500 (dérivé de la Chevette) en 1983.

## Caractéristiques techniques
Utilisant le même moteur de 1,6 litre de la Corcel et une boîte de vitesses manuelle à quatre ou cinq vitesses, le Pampa venait avec le différentiel de 1:4 de la Corcel pour utiliser au mieux la force du moteur. Il avait également la suspension avant de la Corcel, avec des ressorts et des amortisseurs plus rigides pour supporter des charges plus importantes. Ainsi, le Pampa était parfait pour le transport de charges jusqu'à 620 kg (1 367 lb). En ce qui concerne la Corcel, l'empattement a également été augmenté. Le réservoir de carburant du Pampa a rapidement été déplacé derrière la cabine et ses portes ont été réduites, maintenant identiques à celles de la Ford Del Rey quatre portes. Avec le moteur de 1.6 L, le Pampa développait 66 ch (49 kW), parfait pour le transport des charges les plus variées, et 69 ch (51 kW) avec le modèle qui fonctionnait à l'alcool. Le pick-up Pampa a eu de très bonnes performances générales. Sa vitesse maximale était de 100 mph (160 km/h) et son réservoir de carburant avait une capacité de 76 litres. Les options du Pampa comprenaient une horloge numérique, climatisation, appuis-tête réglables, radio et ceintures de sécurité à enrouleur. Beaucoup de ces éléments étaient trouvés dans la luxueuse Del Rey.

## Révisions du modèle de 1984
Pour l'année modèle 1984, les révisions du Pampa comprenaient un moteur CHT qui était plus puissant et plus économique. Le moteur CHT de 1,6 litre développait 75 ch (56 kW) avec la version alcool et 73 ch (54 kW) avec la version essence, donnant au Pampa une vitesse maximale de 160 ou 156 km/h (99 ou 97 mph), respectivement. Également pour l'année modèle 1984, une version 4x4 a été lancée, qui serait le seul pick-up brésilien dérivé d'une voiture à deux roues motrices proposée avec quatre roues motrices. Extérieurement, le Pampa 4x4 présentait peu de différences par rapport à la version 4x2; le 4x4 avait une grille quadrillée dans la calandre, pneus tout-terrain, moyeux de roue libre et surpasseurs sur les pare-chocs.

## Révisions du modèle de 1986
En 1986, les modèles L et GL ont été introduits et les Pampa ont reçu l'avant de la version 4x4. Pour l'année modèle 1987, le Pampa a reçu la nouvelle face avant de la Del Rey et la version Ghia a été ajoutée à la gamme avec l'équipement de luxe de la Del Rey Ghia, y compris les vitres électriques. Cependant, la climatisation n'était qu'un supplément en option. Pour le Pampa de 1989, le plus gros moteur AP-1800 de Volkswagen est devenu disponible pour les versions L, GL et Ghia, bien que le moteur CHT de 1,6 litre soit resté dans les versions L et GL 4x4. Pour 1991, la version S est arrivée, avec le même moteur de 1,8 litre que la Gol GTS et l'Escort XR3. Il était plus puissant et plus rapide, permettant une vitesse de pointe de 106 mph (171 km/h). L'équipement standard comprend des bandes de frottement latérales, un rétroviseur plongeant, direction assistée hydraulique en option, jantes en alliage, becquet avant avec phares antibrouillard intégrés et éléments qui étaient standard dans la version Ghia.

## Révisions du modèle de 1992 et production finale
En 1992, le Pampa a reçu une autre nouvelle face avant, identique à celle de la Del Rey, qui avait été abandonnée en 1991. En 1994, il a reçu un carburateur à commande électronique (2E CE) dans les versions de 1,8 litre, à la suite des modifications apportées à l'unité AP-1800 de Volkswagen. En 1995, le Ghia et le GL 4x4 de 1,6 L ont été abandonnés, laissant le L de 1,6 litre et 1,8 litre, le GL de 1,8 litre et le S de 1,8 litre. Pour l'année modèle 1997, les moteurs de 1,8 litre étaient équipés d'une injection électronique de carburant à un point. À la fin de la production en 1997, plus de 350 000 unités avaient été vendues. Son remplaçant, le Ford Courier, n'a jamais connu le même succès commercial.